# Xylariophilus comatus
Xylariophilus comatus är en skalbaggsart som beskrevs av Tarun Kumar Pal och Lawrence 1986. Xylariophilus comatus ingår i släktet Xylariophilus och familjen rovbarkbaggar. Inga underarter finns listade i Catalogue of Life.